# Parti libéral du Japon (1945)
Pour les articles homonymes, voir Parti libéral du Japon.
Le Parti libéral (自由党, Jiyūtō) est un ancien parti politique japonais fondé en novembre 1945. Il a, sous différents noms, dominé la vie politique japonaise en pleine reconstruction durant l'occupation américaine et dans le direct après-Seconde Guerre mondiale. Son fondateur était Ichirō Hatoyama mais, purgé en 1946 par les Américains pour son passé politique d'avant-guerre, il est vite repris en main par Shigeru Yoshida. Il fusionne le 15 mars 1948 avec le Parti démocrate pour former le Parti démocratique libéral (en). Son nom initial était Parti libéral du Japon (日本自由党, Nihon Jiyūtō)

## Le Parti libéral du Japon (1945-1948)
Le Parti libéral du Japon a été créé le 9 novembre 1945 par 46 députés sortants élus lors des élections législatives de 1942. Ils étaient issus des deux partis constitutionnalistes rivaux qui ont animé la première période de gouvernement parlementaire au Japon dans les années 1920 et 1930 avant de se fondre en 1940 dans le parti unique du « nouveau régime » totalitaire, nationaliste et impérialiste, l'Association de soutien à l'autorité impériale (Taisei Yokusankai) : ils viennent surtout de l'ancienne Association des amis du gouvernement constitutionnel (Rikken Seiyūkai), plus conservatrice, dont le président fondateur du nouveau parti (Ichirō Hatoyama) et son secrétaire général (Ichirō Kōno) ou encore Hitoshi Ashida, Banboku Ōno ; mais aussi du Parti démocratique constitutionnel (Rikken Minseitō), plus libéral, comme le premier président du conseil général (ou numéro trois) du Parti libéral (Bukichi Miki), ou encore Reikichi Kita.
Ichirō Hatoyama tente d'éviter de donner à son nouveau parti une image de mouvement héritant des collaborateurs parlementaires du pouvoir militaire durant la Seconde Guerre mondiale. Ce pourquoi la réelle base de son nouveau mouvement est en fait l'ancienne « Association des esprits semblables » (Dōkōkai) que Hatoyama avait créée entre 1941 et 1942 comme groupe dissident à celui du Taisei Yokusankai et qui menait une forme de résistance passive au gouvernement militaire du général Hideki Tōjo (tout en soutenant officiellement sa politique, son discours nationaliste et la guerre). Il met également en avant son image d'ancien opposant de premier plan au pouvoir de l'aristocratie (l'ancienne oligarchie de Meiji dite Hambatsu) ou de l'armée (les factions militaires ou Gunbatsu) au profit d'une démocratie parlementaire sur le modèle britannique. Le Parti libéral de 1945, dans la continuité de ce positionnement, adopte notamment un certain discours hostile à l'avènement d'une « bureaucratie » où les hauts fonctionnaires remplaceraient l'ancienne noblesse et l'État-major de l'armée impériale. Il attire aussi certains nouveaux visages provenant de la politique locale, de la fonction publique (le diplomate Shigeru Yoshida), du milieu universitaire (l'économiste Takayoshi Aoki) ou du journalisme (Tanzan Ishibashi), et souhaite coopérer avec l'aile droite du Parti socialiste (dont Tetsu Katayama, qui devient président de ce parti en 1946 et qui lui aussi a été membre du Dōkōkai).
Lors des élections législatives du 10 avril 1946, le Parti libéral obtient la victoire avec 13 505 746 voix, 24,36 % des suffrages exprimés et 141 sièges sur 466. Ichirō Hatoyama semble alors le favori pour devenir Premier ministre. Mais le Commandant suprême des forces alliées d'occupation (SCAP), Douglas MacArthur, après une enquête sur son passé, émet le 3 mai 1946 une directive l'empêchant d'accéder à ce poste en le qualifiant de « personne indésirable » pour une telle fonction, le soupçonnant d'avoir contribué, dans ses fonctions passés, à la mise en place progressive du régime totalitaire et militariste. Des 46 députés fondateurs, ils sont en tout 30 à être ainsi « purgés ».
C'est Shigeru Yoshida qui est finalement élu comme Premier ministre le 22 mai 1946 et remplace Ichirō Hatoyama à la présidence du Parti libéral le 18 août suivant. Il prend progressivement en main le Parti libéral grâce à la mise à l'écart des derniers partisans de Hatoyama non touchés par la purge de 1946 : Ichirō Kōno démissionne de lui-même en juin 1946 par fidélité au fondateur du parti ; Hitoshi Ashida quitte le parti au printemps 1947 avec une partie de ses parlementaires pour s'unir avec le Parti progressiste (créé en 1945 par d'anciens membres du Minseitō d'avant-guerre) pour créer le Parti démocrate qui forme une coalition avec l'aile droite du PSJ jusqu'en 1948 ; Tanzan Ishibashi est à son tour « purgé » en 1947 pour avoir critiqué l'occupation par l'armée américaine. Il les remplace par de nouvelles têtes qui lui sont fidèles, dont beaucoup issus comme lui de la haute fonction publique d'État : Hayato Ikeda du ministère du Trésor ou Eisaku Satō de l'administration des Chemins de fer. De plus, Yoshida rejette la possibilité envisagée par Ichirō Hatoyama d'un rapprochement avec l'aile droite du PSJ, adopte une politique résolument anti-communiste (s'étant dans un premier temps opposé à légaliser le Parti communiste japonais), soutient une politique de coopération avec la bureaucratie (dont il est issu) par laquelle « un État fort prendrait la préséance face à l'individu autonome et libéré » et une politique dite de la « doctrine Yoshida » qui met l'accent sur la reconstruction du pays par son économie (et notamment sa politique commerciale) et l'abandon des fonctions de défense du pays à l'occupant puis allié américain.
Aux premières élections législatives faisant suite à la révision de la Constitution, organisées le 25 avril 1947, le Parti libéral arrive toujours en tête en nombre de voix (7 312 524 votes et 26,73 % des suffrages) mais n'est toutefois plus que la deuxième force en nombre de sièges (obtenant 131 députés contre 143 au PSJ et 124 au Parti démocrate). Le même jour, au cours du premier scrutin permettant la constitution de la Chambre des conseillers, le Parti libéral totalise 1 360 456 voix (6,4 %) et 8 élus sur 100 au vote unique non transférable dans la circonscription nationale (le 3e résultat en nombre de voix, après le PSJ et le Parti démocrate, et le 2e en nombre de sièges, après les socialistes) et 3 769 704 bulletins (17,1 %) et 30 élus sur 150 au vote unique non transférable au niveau des préfectures (le 2e parti en nombre de voix toujours derrière le Parti socialiste tout en obtenant autant d'élus que lui à ce mode de scrutin). Le Parti libéral est alors dans l'opposition jusqu'en 1948.

## Le Parti démocrate libéral (1948-1950)
Le Parti démocrate libéral (民主自由党, Minshu Jiyūtō) est formé en mars 1948 lorsque le Parti libéral de Shigeru Yoshida absorbe la faction conservatrice du Parti démocrate emmenée par Takao Saitō. Le Parti démocrate se retrouve donc limité à son aile réformiste, partisane de la continuation de l'alliance centriste avec l'aile droite du PSJ, de Hitoshi Ashida.
Le 15 octobre 1948, le gouvernement de Hitoshi Ashida tombe à la suite d’un scandale financier (pour lequel il est par la suite blanchi) et Shigeru Yoshida redevient Premier ministre d'un Cabinet minoritaire entièrement constitué du nouveau Parti démocrate libéral. Une motion de censure étant votée contre lui le 23 décembre 1948, il dissout la Chambre des représentants. Les élections législatives anticipées du 23 janvier 1949 sont alors marquées par une nette victoire des démocrates libéraux qui gagnent la majorité absolue à la chambre basse avec 13 420 269 votes (43,87 %) et 264 députés sur 466.

## Le Parti libéral «Yoshida» (1950-1954)

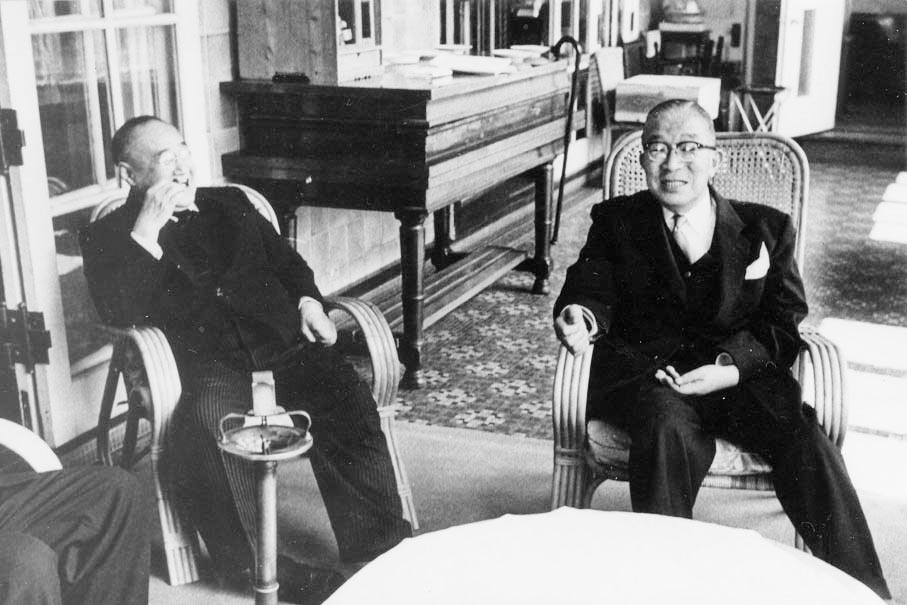
Shigeru Yoshida (à g.) et Ichirō Hatoyama (à dr.) à Hatoyama Hall à Tokyo, à une date indéterminée entre 1952 et 1954

Une nouvelle division au sein du Parti démocrate permet au mouvement de Shigeru Yoshida de s'agrandir à nouveau en mars 1950. En effet, ce dernier est rallié par les partisans d'une coalition conservatrice au sein du Parti démocrate et prend le nom de Parti libéral (自由党, Jiyūtō).
C'est sous cette étiquette que le Parti remporte (sans obtenir, et de loin, la majorité absolue) lors du renouvellement de la moitié de la Chambre des conseillers du 4 juin 1950 avec 8 131 756 voix (29,05 %) pour 18 sièges sur 56 dans la circonscription nationale et 10 414 995 votes (35,91 %) pour 34 élus sur 76 dans les préfectures, à quoi s'ajoutent les 24 conseillers qui ne voyaient pas leurs sièges remis en jeu à cette occasion, donnant ainsi 76 membres sur 250. Puis, aux élections législatives du 1er octobre 1952, les libéraux réunissent 16 938 221 votes (47,93 %) et 240 élus sur 466.
Mais ce dernier scrutin voit surtout le retour à la Chambre des représentants des anciens parlementaires purgés en 1946, dont tout particulièrement Ichirō Hatoyama, ainsi que de ses lieutenants qui s'étaient mis en retrait à cette époque (comme Ichirō Kōno). À partir de là, une rivalité de plus en plus forte voit le jour entre Shigeru Yoshida, qui ne souhaite pas laisser l'emprise sur le parti et le gouvernement qu'il a gagné en 1946, et Ichirō Hatoyama. Le 29 septembre 1952, deux lieutenants de ce dernier, Tanzan Ishibashi et Ichirō Kōno, sont exclus pour avoir fait des commentaires critiques de Shigeru Yoshida durant la campagne des législatives. Ils ne peuvent réintégrer le parti que grâce à l'intervention de Hatoyama le 16 décembre suivant.
Le 28 février 1953, une motion de censure est déposée contre Shigeru Yoshida par l'opposition car le Premier ministre a traité de « stupide » un parlementaire lors de sa participation à une séance de questions au gouvernement. Le jour même, 22 parlementaires anti-Yoshida et pro-Hatoyama du Parti libéral, dont surtout Tanzan Ishibashi et Bukichi Miki, déclarent vouloir voter cette motion (qui est adoptée le 14 mars) et créent un nouveau Parti libéral, dit Parti libéral séparatiste (分党派 自由党, Buntōha Jiyūtō) ou Parti libéral (faction Hatoyama) (自由党 (鳩山派), Jiyūtō (Hatoyama-ha)), par opposition au Parti libéral Yoshida (吉田自由党, Yoshida Jiyūtō). Le 3 mars, ils sont rejoints par 15 autres membres de la Diète issus de la faction menée par Kōzen Hirokawa (jusque-là ministre de l'Agriculture par intermittence depuis 1950, il avait milité dans un parti social-démocrate avant-guerre avant de rejoindre le Rikken Seiyūkai) et le 18 mars, Ichirō Hatoyama est élu à la présidence de ce Parti libéral séparatiste.
La motion de censure contre Shigeru Yoshida ayant été adoptée grâce à eux, des élections anticipées sont décidées pour le 19 avril 1953. Toutefois, si celles-ci entraînent la perte de la majorité absolue pour le Parti libéral Yoshida (qui retombe à 13 476 428 votes, 38,95 % des suffrages et 199 sièges sur 466), celui-ci garde une nette avance sur le camp de son rival (les 102 candidats du parti de Hatoyama n'ont réuni que 3 054 688 voix soit 8,38 % des suffrages et 35 élus). De même, lors du renouvellement de la moitié de la Chambre des conseillers organisé cinq jours plus tard, le camp pro-Yoshida perd des électeurs et des sièges (retombant à 6 149 927 votes, 22,75 % des suffrages pour 16 élus sur 53 dans la circonscription nationale et 8 803 131 voix, 31,43 % pour 30 sièges sur 75 dans les préfectures, atteignant toutefois, avec les 47 sièges non renouvelés, les 93 conseillers sur 250). Lors de l'élection pour désigner un Premier ministre le 19 mai 1953, beaucoup de membres du Parti libéral pro-Hatoyama décident de voter pour Mamoru Shigemitsu (ancien ministre des Affaires étrangères qui a signé les actes de capitulation du Japon en 1945, condamné à sept ans de prison par le tribunal de Tokyo pour crimes de guerre et finalement libéré sur parole en 1950), le président du Parti réformateur (Kaishintō, héritier de l'ancien Parti démocrate et de plusieurs petits mouvements conservateurs ou centristes marginaux, devenu le principal parti d'opposition en 1952). Shigeru Yoshida n'obtient que 203 voix sur 466 contre 104 à Shigemitsu, et le premier n'est élu au second tour qu'à la majorité relative, uniquement parce que les 138 députés socialistes (eux-mêmes divisés à l'époque en deux partis rivaux, un dit « de droite » social-démocrate et un « de gauche » marxiste) se sont abstenus.
Si Hatoyama lui-même réintègre le Parti libéral Yoshida dès novembre 1953, huit de ses partisans (surnommés plus tard, par les médias les « huit samouraïs », en référence au film Les Sept Samouraïs d'Akira Kurosawa sorti en avril 1954), dont surtout Bukichi Miki et Ichirō Kōno, restent dans l'opposition et constituent un autre Parti libéral du Japon (Nippon Jiyūtō). Leur but est de préparer un rapprochement avec le Parti réformateur, au sein duquel se trouvent aussi d'anciens compagnons de Hatoyama, dont surtout Hitoshi Ashida. Au Parti libéral principal, la faction Hatoyama et anti-Yoshida est renforcée grâce à l'action de Tanzan Ishibashi et de Nobusuke Kishi (ancien haut fonctionnaire en Mandchoukouo devenu ensuite ministre du Commerce et de l'Industrie de 1941 à 1943 puis sans portefeuille jusqu'en 1944, emprisonné en tant que suspect de crime de guerre de Classe A jusqu'en 1948 mais jamais jugé par le tribunal de Tokyo, il est purgé jusqu'en 1952 et est réélu député en 1953). Leur action est facilitée par une montée de l'impopularité de Shigeru Yoshida, gagné par l'usure du pouvoir et dont le gouvernement est touché en 1954 par un scandale de corruption liée à l'industrie de construction navale. Finalement, en novembre 1954, cette faction Hatoyama élargie quitte en bloc le Parti libéral principal pour s'unir au Nippon Jiyūtō et au Parti réformateur, formant ainsi un nouveau Parti démocrate du Japon (PDJ ou Nihon Minshutō). Ichirō Hatoyama en est élu président le 24 novembre 1954, Mamoru Shigemitsu en est le vice-président, Nobusuke Kishi le secrétaire général et Bukichi Miki le président du conseil général.
Forts de 120 députés sur 466, ils peuvent augmenter la pression sur le camp pro-Yoshida encore plus minoritaire qu'avant car redescendu à 191 représentants, et déposent ainsi le 6 décembre 1954 une motion de censure conjointe avec les deux partis socialistes. Plutôt que de l'affronter et devoir ainsi provoquer de nouvelles législatives anticipées, Shigeru Yoshida décide de la prendre de court en annonçant la démission de son Cabinet dès le lendemain, ouvrant la voix à l'arrivée d'Ichirō Hatoyama, après près de quarante ans de vie politique, à la tête du gouvernement.

## Vers la «fusion conservatrice» (1954-1955)
Le 8 décembre 1954, Shigeru Yoshida laisse également la présidence du Parti libéral à celui qui était jusqu'à présent son vice-président, Taketora Ogata.
Ichirō Hatoyama, qui reste minoritaire, dissout la Chambre des représentants le 24 janvier 1955. Elle est surnommée la « Dissolution des voix célestes » (Ten no kō kaisan) car, à un journaliste qui lui demandait : « Pourquoi [avoir dissout] ce jour-là ? », il a répondu distraitement : « Parce que je l'ai entendu de voix célestes ».
La personnalité d'Ichirō Hatoyama permet de faire naître un réel sentiment de sympathie à l'égard du nouveau Premier ministre dans l'opinion publique, effet qualifié par les médias puis les historiens de la politique japonaise contemporaine de « Boum Hatoyama » (鳩山ブーム, Hatoyama Būmu),. Ainsi, lors des élections législatives du 27 février 1955, le Parti libéral perd sa place de principale force conservatrice et de premier parti du pays au profit du Parti démocrate, en ne gagnant que 9 849 457 voix, 26,61 % des suffrages et 112 élus sur 467, contre 36,57 % et 185 députés au mouvement d'Ichirō Hatoyama. Le 18 mars 1955, Ichirō Hatoyama est réélu Premier ministre par 254 voix sur 467 (obtenant ainsi le soutien d'une partie des libéraux) contre 164 au chef du Parti socialiste « de gauche » Mosaburō Suzuki (qui fait ainsi le plein des deux tendances rivales socialistes, alors en plein rapprochement) à la Chambre des représentants, et par seulement 99 des 250 conseillers contre 58 au même adversaire. Il forme son deuxième gouvernement le 19 mars. Ne disposant toujours pas d'une majorité absolue, et face à la fusion en cours des deux mouvements socialistes (qui ont entamé les négociations en janvier 1954 et ont trouvé un accord électoral lors des législatives), Hatoyama s'attache alors à unir le Parti démocrate et le Parti libéral en un nouveau grand parti conservateur.
Les premiers appels en faveur d'une fusion proviennent du milieu des affaires, inquiet de la progression de la gauche lors des législatives, et l'un des lieutenants Hatoyama, Bukichi Miki, annonce son soutien à une telle unification. Les choses sont facilitées par la mise en retrait de Shigeru Yoshida au sein du Parti libéral.
La « Fusion conservatrice » (保守合同, Hoshu Gōdō) a finalement lieu le 15 novembre 1955 avec la création du Parti libéral-démocrate (PLD, Jiyū-minshutō ou Jimintō), nouveau grand parti de droite conservatrice libérale qui va gouverner le Japon sans discontinuer jusqu'en 1993, puis de nouveau en coalition de 1994 à 2009 et depuis 2012. Le nouveau parti dispose à sa création de 299 députés sur 467 et de 118 conseillers sur 250. Un Parti socialiste japonais (PSJ) unique ayant également été recréé en octobre de la même année (avec 166 représentants et 70 conseillers), ces deux évènements marquent le début du « système 1955 » (55年体制, gojūgonen taisei), bipartisme entre une tendance conservatrice dominante et une socialiste minoritaire mais bien implantée dans tout le Japon (surtout dans les circonscriptions urbaines) qui va marquer le Japon jusqu'en 1993. De plus, la rivalité traditionnelle et les différences de point de vue entre Ichirō Hatoyama et Yoshida, de même que la présence d'une tendance « réformiste » héritière de l'ancien Parti réformateur, vont être à l'origine de l'organisation en factions du PLD. Shigeru Yoshida, pour sa part, va attendre le retrait d'Ichirō Hatoyama en 1957 pour accepter d'intégrer ce nouveau grand parti, et siège entretemps comme non inscrit.

## Héritage au sein du PLD
L'héritage du Parti libéral Yoshida se retrouve dans le « courant conservateur principal » (保守 本流, Hoshu honriū) au sein du PLD, ainsi nommé car dominant à partir de 1960, contre le « courant conservateur secondaire » (保守 傍流, Hoshu bōriū) plutôt issu du Parti démocrate. Les factions initiales issues de ce Parti libéral sont :
- deux de l'ancienne faction Yoshida :
  - le « Groupe du grand bassin » (宏池会, Kōchikai?) créé en 1957 par Hayato Ikeda, toujours existant ;
  - le « Groupe d'études du jeudi » (木曜研究会, Mokuyō Kenkyūkai?) d'Eisaku Satō, repris entre 1972 et 1985 par Kakuei Tanaka et dont l'héritier principal actuellement reste le Groupe d'études d'Heisei (平成研究会, Heisei Kenkyūkai?), ou Heiseikai, lui-même fondé en 1985.
- une de l'ancienne « faction neutre », qui ne voulait pas prendre parti dans la lutte fratricide entre Yoshida et Hatoyama : le « Groupe du mercredi » (水曜会, Suiyōkai?) ou « Club du mercredi » (水曜クラブ, Suiyō kurobu?) de Taketora Ogata puis, après son décès le 28 janvier 1956, de Mitsujirō Ishii. Elle disparaît peu de temps après que ce dernier ait quitté la vie politique en 1972.
- celle héritière des derniers éléments pro-Hatoyama restés au Parti libéral jusqu'à sa disparition en 1955 : le « Groupe du gouvernement blanc » (白政会, Jiroseikai?) de Banboku Ōno. Cette faction se divise après son décès en 1964.